# Billy Ocean (album)
Billy Ocean è il primo album in studio dell'omonimo artista, uscito nel 1976 per la GTO Records.

## Descrizione
Billy Ocean esordisce con un album dallo stile retrò, che richiama la musica degli anni Sessanta inglese. La maggior parte delle composizioni trattano temi legati all'amore. 
Da sottolineare la vocalità del cantante, che spazia dal falsetto fino a tonalità più grevi.
All'interno del disco è presente la celebre hit Love Really Hurts Without You. Tale canzone è diventata famosa, in seguito, per essere stata inserita all'interno della colonna sonora di Sex Education.
Il primo lavoro di Ocean non è riuscito a solcare le classifiche internazionali. Soltanto i singoli dell'album entrarono nella Top 50 UK Singles Chart.

## Tracce
1. Tell Him to Move Over
2. Stop Me (If You've Heard it All Before) (Findon, Charles, Mike Myers)
3. Let's Put Our Emotions in Motion
4. Let's Do it All Again (Findon, Charles, Mike Myers)
5. Love Really Hurts Without You
6. Whose Little Girl are You?
7. Soul Rock (Charles, Bob Puzey)
8. One Kiss Away
9. Hungry for Love
10. Eye of a Storm (Findon, Geoff Wilkins)
11. L.O.D.

## Formazione
- Billy Ocean: voce, arrangiamenti
- Graham Preskett: arrangiamenti, produzione